# Jan Błuszkowski
Jan Błuszkowski (13. října 1940 Torzewo – 19. prosince 2011 Varšava) byl polský sociolog.

## Životopis
Vystudoval sociologii na Varšavské univerzitě (1966), doktorem humanitních věd se stal v roce 1971. Od roku 1975 pracoval na Institutu politických věd WDiNP. V roce 2003 habilitoval.
Profesorem byl jmenován v roce 2006 a byl členem Polskiego Towarzystwa Badaczy Rynku i Opinii.

## Dílo
- Classes and politics, Political sciences in Poland, Varšava: PWN, 1979.
- Struktura społeczna, Varšava: Dom Wydawniczy Elipsa, 1996.
- Stereotypy narodowe w świadomości Polaków, Dom Wydawniczy Elipsa, 2003.
- Stereotypy a tożsamość narodowa, Varšava: Dom Wydawniczy Elipsa, 2005.